# Saint-Hilaire-Cusson-la-Valmitte
Saint-Hilaire-Cusson-la-Valmitte ist eine französische Gemeinde mit 334 Einwohnern (Stand: 1. Januar 2022) im Département Loire in der Region Auvergne-Rhône-Alpes. Sie gehört zum Arrondissement Montbrison und zum Kanton Saint-Just-Saint-Rambert.

## Geografie
Saint-Hilaire-Cusson-la-Valmitte liegt in der historischen Landschaft Forez im Zentralmassiv am Bonson. Umgeben wird Saint-Hilaire-Cusson-la-Valmitte von den Nachbargemeinden Saint-Nizier-de-Fornas im Norden und Nordosten, Rozier-Côtes-d’Aurec im Osten, Bas-en-Basset im Südosten, Valprivas im Süden sowie Merle-Leignec im Westen und Nordwesten.

## Bevölkerungsentwicklung
| Jahr                       | 1962 | 1968 | 1975 | 1982 | 1990 | 1999 | 2006 | 2017 |
| -------------------------- | ---- | ---- | ---- | ---- | ---- | ---- | ---- | ---- |
| Einwohner                  | 448  | 413  | 352  | 310  | 248  | 259  | 309  | 335  |
| Quellen: Cassini und INSEE |      |      |      |      |      |      |      |      |

## Sehenswürdigkeiten

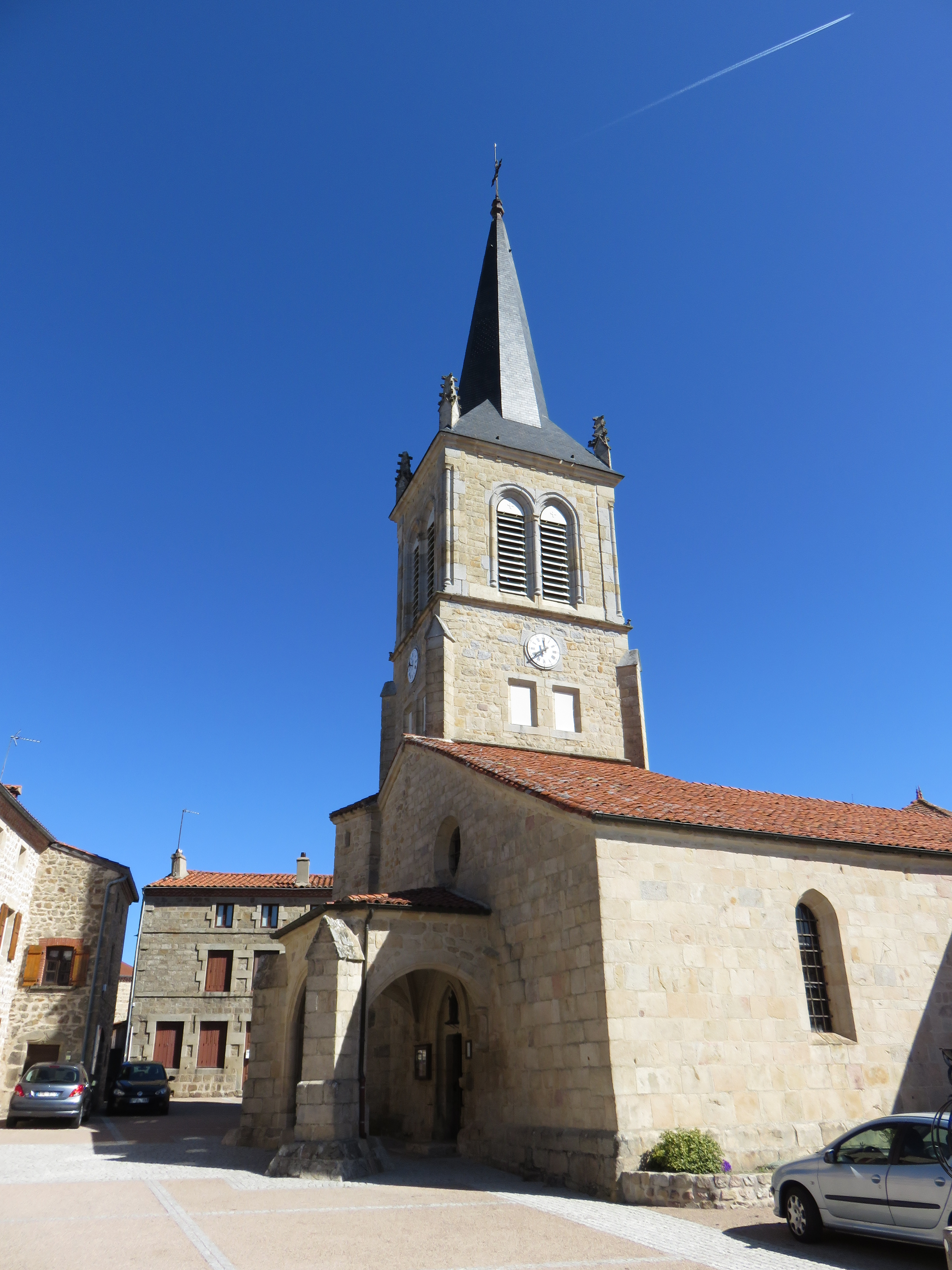
Pfarrkirche Saint-Hilaire

- Pfarrkirche Saint-Hilaire aus dem 12. Jahrhundert, teilweiser Neubau und Erweiterungen in weiteren Jahrhunderten, seit 1978 als Monument historique eingeschrieben
- Festes Haus im Weiler Montagnac vermutlich aus dem 13. oder 14. Jahrhundert, Erweiterungen im 15. Jahrhundert, Umgestaltung im 19. Jahrhundert
- Festes Haus im Weiler Bochetot, aus dem 15./16. Jahrhundert, Neubau des Haupthauses im 16. Jahrhundert, Umgestaltung im 19. Jahrhundert
- Festes Haus im Weiler La Maisonneuve aus dem 16. Jahrhundert